# Paéonol
Le paéonol  est un composé aromatique de formule C9H10O3. Il est constitué d'un cycle de benzène substitué par un groupe acétyle (-COCH3), un groupe méthoxyle (-OCH3) et un groupe hydroxyle. C'est un isomère de position de l'apocynine (acétovanillone), de l'isoacétovanillone et de l'orthoacétovanillone.

## Occurrence naturelle
Il est isolé pour la première fois en 1848 par un chercheur japonais, Changjing Changyi, à partir de la  pivoine arbustive (Paeonia suffruticosa), une plante utilisée en médecine traditionnelle chinoise. Il est présent dans les autres espèces de pivoines (Paeonia), notamment la pivoine de Chine (Paeonia lactiflora), ou dans les plantes des genres Arisaema (Arisaema erubescens) ou Dioscorea (Dioscorea japonica).